# Out of the Shadows (Escape the Fate)
Out of the Shadows è l'ottavo album in studio del gruppo musicale statunitense Escape the Fate, pubblicato nel 2023.
È il primo album con Matti Hoffman ed Erik Jensen.

## Tracce
1. Forgive Me – 5:03 (John Feldmann, Craig Mabbitt, TJ Bell, Robert Ortiz, Erik Jensen, Matti Hoffman)
2. Choke – 3:13 (Feldmann, Mabbitt, Kevin Gruft, Bell, Ortiz, Jensen, Hoffman)
3. LOW – 3:14 (Feldmann, Mabbitt, Jensen, Hoffman)
4. Rather Be Dead – 2:36 (Feldmann, Matt McAndrew, Mabbitt, Gruft, Jensen)
5. F U N in Funeral – 2:30 (Feldmann, Mabbitt, Travis Mills, Gruft, Jensen, Hoffman)
6. Lips Like Knives – 2:41 (Feldmann, Mabbitt, Mills, Gruft, Jensen, Hoffman)
7. Hypnotized – 2:07 (Feldmann, Mabbitt, Nick Anderson, Gruft, Jensen, Hoffman)
8. H8 MY SELF – 2:59 (Feldmann, Mabbitt, Simon Wilcox, Bell, Ortiz, Jensen, Hoffman)
9. Traumatized – 3:39 (Feldmann, Mabbitt, Sierra Deaton, Gruft, Jensen, Hoffman)
10. Irreversible – 3:34 (Feldmann, Mabbitt, Wilcox, Gruft, Jensen, Hoffman)
11. Kings of Nothing – 3:14 (Feldmann, Mabbitt, Deaton, Jensen, Hoffman)
12. Cheers to Goodbye (feat. Spencer Charnas) – 3:46 (Feldmann, Mabbitt, Spencer Charnas, Bell, Ortiz, Jensen, Hoffman)

## Formazione
Gruppo
- Craig Mabbitt – voce
- Matti Hoffman – chitarra solista
- TJ Bell – chitarra ritmica, cori
- Erik Jensen – basso, cori
- Robert Ortiz – batteria

Produzione
- John Feldmann – produzione